# Dalewo (powiat stargardzki)
Dalewo – wieś w Polsce położona w województwie zachodniopomorskim, w powiecie stargardzkim, w gminie Marianowo, przy drodze krajowej nr 20 Stargard - Szczecinek - Gdynia, położona 6 km na zachód od Marianowa (siedziby gminy) i 10 km na północny wschód od Stargardu (siedziby powiatu).
W latach 1975–1998 miejscowość administracyjnie należała do województwa szczecińskiego.
Liczba ludności: 360 osób
Swoją siedzibę ma tutaj klub sportowy „Orkan Dalewo” (A-klasa piłki nożnej).
Na wzgórzu ruiny gotyckiego kościoła z XIV w. otoczone murkiem z dwiema bramami z tego samego okresu. 